# Jock Cunningham
Jock Cunningham (Coatbridge, Escòcia, 1903 - 1984) fou un voluntari britànic de les Brigades Internacionals a la Guerra Civil espanyola, durant la qual va assolir el grau de capità.
Miner de professió, va protagonitzar diversos enfrontaments i accions sindicals, com una marxa d'obrers aturats a Brighton el 1933.
A la Guerra d'Espanya, va passar per diverses unitats militars: primer a la 1a Companyia del Batalló Commune de Paris de la XIV Brigada Internacional amb la qual combaté a Lopera i més tard al Batalló Britànic. Va estar també a la Companyia de Metralladores del Batalló Commune de París de la XI Brigada Internacional el novembre del 1936.
El febrer del 1937 va participar amb el Batalló Britànic a la batalla del Jarama, del que n'hagué de prendre el comandament en ser ferit Tom Wintringham fins que fou ferit a Las Rozas de Madrid. En aquella batalla, l'acció del Batalló Britànic fou decisiva a l'hora d'impedir l'acció dels franquistes d'aïllar Madrid de la resta del territori de la República. Tanmateix, el cost en baixes fou molt alt: gairebé 500 dels 600 homes que havien entrat al combat.
Cunningham fou hospitalitzat des del 15 de març fins al maig del 1937, després de la qual cosa fou ascendit a capità. Marxà a la Gran Bretanya el mes d'agost d'aquell any i ja no tornà a Espanya.
Després de la Guerra d'Espanya, combaté a la Segona Guerra Mundial, on fou reconegut pel seu valor.